# Editora Hemus
Editora Hemus foi uma editora brasileira fundada em 1963 e que se extinguiu em 2013.

## Histórico
Na sua fundação em 1963 a editora dedicava-se à publicação de obras da literatura infantojuvenil e a seguir ampliou seu catálogo para romances e obras sobre política. Cinco anos depois colocou no catálogo publicações técnicas, vindo a se tornar uma das mais importantes do Brasil no ramo, editando obras de campos científicos os mais variados, como mecânica, construção e arquitetura.
Em 1970 lançou uma tradução ao português da obra Decamerão, cuja tradução teria sido feita por "Torrieri Guimarães", autoria que é mais tarde contestada por estudiosos da obra como sendo "mera contrafação" da tradução feita para a Ediouro por Raul de Polillo, em 1956. Publicada "numa edição em brochura um tanto tosca", foi a seguir licenciada para a Editora Abril no mesmo ano que a usou até 1989, quando então a repassa para a Círculo do Livro até 1993 quando é repassada para a Nova Cultural que como versão de Torrieri é reeditada até 2003, com grandes tiragens.
A Hemus também se tornou notória por causa de sua extensa coleção de clássicos da Ficção científica publicando no Brasil vários autores famosos como Isaac Asimov e Alfred Bester
Em 2013 seu catálogo passou para a Editora Leopardo que, a seguir, passou a chamar-se Bok2.